# Taohelong jinchengensis
Taohelong jinchengensis es la única especie conocida del género extinto Taohelong de dinosaurio tireóforo nodosáurido que vivió a mediados del período Cretácico, hace aproximadamente entre 113 a 110 millones de años, durante el Aptiense, en lo que es hoy Asia. 
Taohelong se basa en el holotipo alojado en el Museo de Dinosaurios de Gansu como GSDM 00021, cuyos fósiles incluyen una vértebra de la cola, costillas, un ilion izquierdo, el hueso mayor de las caderas, y escudos óseos, osteodermos, recuperados en el Grupo Hekou en la cuenca Lanzhou-Minhe datada durante el Cretácico Inferior en el norte-centro de China. La armadura del animal incluye parte del "escudo del sacro", una cubierta de osteodermos fusionados sobre la cadera que se encuentra en otros anquilosaurios. Taohelong fue nombrado y descrito en 2013 por Yang Jing-Tao, You Hai-Lu, Li Da-Qing y Kong De-Lai. La especie tipo es Taohelong jinchengensis. El nombre del género significa "dragón, long, del río, he, Tao". El nombre de la especie se refiere a que procede de Jincheng.
Los descriptores establecieron algunos rasgos diagnósticos. El canal neural de la vértebra de la cola tiene una sección transversal en forma de trapecio invertido. En vista desde arriba el borde exterior del ilion se asemeja a una S al revés. Los osteodermos del escudo del sacro son irregulares tanto en forma como en tamaño.
Taohelong fue situado en la familia Nodosauridae, más exactamente en la subfamilia Polacanthinae. Yang et al. realizaron un análisis filogenético y encontraron que Taohelong es el taxón hermano de Polacanthus foxii, lo que lo convierte en el primer polacantino descrito de Asia.